# Clubhouse (App)
Clubhouse ist eine audio-basierte Social-Network-App, die 2020 vom Softwareunternehmen Alpha Exploration Co. veröffentlicht wurde. Derzeit ist sie für iOS und Android verfügbar. Die App wurde wegen mangelnden Datenschutzes, fehlender Moderation und rechtlicher Mängel kritisiert. 

## Funktionen
Clubhouse ist eine Audio-Plattform. In digitalen „Räumen“ können Menschen live miteinander diskutieren. Die Nutzung war bis April 2021 nur für iPhone-Nutzer möglich, nachdem man eine Einladung (Invite) von bereits registrierten Nutzern erhalten hat. Seit Mai 2021 war auch eine öffentliche Beta-Version für Android verfügbar, die offizielle Veröffentlichung war für Mitte Mai angekündigt. Registrierte Nutzer können sich ein Profil anlegen, gemeinsam neue „Räume“ eröffnen und ihre Gespräche in einem Kalender ankündigen, sodass andere zuhören können. Dabei leitet ein Moderator die Diskussionen, indem er Zuhörer zu Sprechern macht oder sie wieder stummschaltet. Zuhörer können dem Moderator ein Handzeichen geben, wenn sie zum Sprecher ernannt werden wollen.
Im April 2021 wurde eine Monetarisierungsfunktion ergänzt, die es erlaubt, Geldbeträge per Kreditkarte an „Creator“ zu senden.
Im September 2023 wurde die App und das Audio-Kommunikationsprinzip erweitert um asynchrone Kommunikation (Chat). Nicht nur gleichzeitiges Sprechen in Räumen, sondern gesprochene Chats sollen nun das Zentrum von Clubhouse bilden.

## Geschichte
Clubhouse wurde von dem Stanford-Absolventen und ehemaligen Pinterest-Mitarbeiter Paul Davison und dem ehemaligen Google-Mitarbeiter Rohan Seth gegründet. Die App ist seit Frühjahr 2020 erhältlich und weiterhin im Beta-Stadium (Stand Februar 2021). Ende Dezember hatte sie 600.000 Nutzer.
Zu dem Zeitpunkt wurde das Unternehmen nach einem Investment der Wagniskapitalgesellschaft Andreessen Horowitz in Höhe von 12 Millionen US-Dollar mit knapp 100 Millionen US-Dollar bewertet.
In Deutschland blieb die App bis Anfang Januar 2021 kaum genutzt, bis über eine Telegram-Gruppe der Podcast-Moderatoren Philipp Klöckner und Philipp Gloeckler als Growth-Hacking-Maßnahme zum gegenseitigen Einladen aufgerufen wurde und viele deutsche Influencer auf der Plattform aktiv wurden. Als Tipping-Point gelten die Postings der Influencerin Ann-Katrin Schmitz, die über ihren Instagram-Account „Himbeersahnetorte“ und auf LinkedIn ihre insgesamt fast 140.000 Follower am 16. Januar 2021 auf Clubhouse hinwies. Am 19. Januar 2021 war die App die am häufigsten heruntergeladene iOS-Anwendung in Deutschland.
Nachdem eine weitere Finanzierungsrunde im April 2021 abgeschlossen wurde, ist die App laut Daten von Bloomberg etwa 4 Milliarden US-Dollar wert. Laut Konzernangaben hat die App zu diesem Zeitpunkt etwa 10 Millionen wöchentliche Nutzer.
Im April 2023 gab das Unternehmen bekannt, sich von 50 % der Mitarbeiter zu trennen.

## Rezeption
In den USA wird Clubhouse beispielsweise von Prominenten wie Oprah Winfrey, Drake, Kevin Hart oder Tiffany Haddish genutzt. In Deutschland befanden sich im Januar 2021 zunächst vor allem Influencer sowie Menschen aus den Bereichen Medien, Journalismus, Marketing und Politik unter den Nutzern, beispielsweise Saskia Esken, Kevin Kühnert, Christian Lindner, Bodo Ramelow, Dorothee Bär, Joko Winterscheidt oder Olli Schulz.
Verschiedene Medien begründeten den Hype um die App mit dem Fear-of-missing-out-Effekt – der Angst, etwas zu verpassen. Dies sei laut Markus Beckedahl auch durch die Einladungspolitik bedingt, die eine Form von Exklusivität erzeuge.
Insbesondere einige Politiker traten auf Clubhouse anfangs ungewöhnlich privat, bürgernah und ungezwungen auf. So sangen bei einer Gelegenheit etwa der thüringische Ministerpräsident Bodo Ramelow und der CDU-Politiker Philipp Amthor spontan Volkslieder. Nachdem Ramelow jedoch in einem Clubhouse-Raum auch freizügig verkündet hatte, dass er in Bund-Länder-Konferenz-Runden Candy Crush spiele und Angela Merkel als „Merkelchen“ bezeichnete, entbrannte eine tagelange plattforminterne und anschließend auch mediale Debatte: Zum einen warfen Kritiker Ramelow vor, die Corona-Pandemie offenbar nicht ernst zu nehmen, sowie Merkel sexistisch herabgewürdigt zu haben. Zum anderen wurde darüber diskutiert, ob das in den Räumen Gesagte vertraulich („unter drei“, nach Chatham-House-Regeln) zu behandeln sei. Hintergrund war der Artikel in Die Welt, in dem erstmals öffentlich von dem Abend berichtet wurde. Später entschuldigte sich Ramelow für die Aussage gegenüber Merkel. Beobachter werteten den Skandal jedoch als wahrscheinliches Ende der vormals intimen Runden mit Politikern.

### Kritik
Nach Einschätzung des Hamburger Datenschutzbeauftragten Johannes Caspar verstößt die App gegen die Datenschutz-Grundverordnung, da unter anderem kein Ansprechpartner für Datenschutzanfragen genannt werde und die Datensammlung ohne „klare Zwecksetzung“ erfolge. Zudem sei problematisch, dass Nutzer automatisch aus ihrem Kontaktbuch Daten Dritter mit der App teilen würden. Auch die saarländische Datenschutzbeauftragte Monika Grethel sowie Dirk Engling vom Chaos Computer Club kritisierten, dass Kontaktinformationen von Personen, die selbst nicht Teilnehmer des Dienstes seien, mit der App geteilt würden.
Die ZDF-Moderatorin Dunja Hayali kritisierte, dass die künstliche Verknappung den Großteil des Publikums aussperre. Der Aktivist Raul Krauthausen kritisierte, dass die App gehörlose Menschen ausschließe.  Eine Funktion zum synchronen Mitlesen des Gesprochenen via Untertiteln wurde Ende 2021 veröffentlicht.
Zudem kritisierten US-Medien, dass rechtsextreme, rassistische oder sexistische Äußerungen auf der Plattform ungeahndet blieben. Umfangreiche funktionale Änderungen zum Melden von Räumen, Hatespeech und Fake-Profilen führten zu einer Verbesserung der Kommunikation auf der App.
Der Verbraucherzentrale Bundesverband verschickte Ende Januar 2021 eine Abmahnung an die Entwickler-Firma der App, Alpha Exploration Co., wegen „gravierender rechtlicher Mängel“. Der Dienst würde in Deutschland „ohne das erforderliche Impressum betrieben“ und die „Allgemeinen Geschäftsbedingungen und die Datenschutzhinweise lägen nicht wie vorgeschrieben auf Deutsch vor.“ Auch Verstöße gegen die Datenschutz-Grundverordnung wurden bemängelt.
Die Stiftung Warentest kam in einer Auswertung im Februar 2021 zu dem Schluss, die App sammle „unnötig viele Nutzerdaten und verstößt mit ihrer Datenschutzerklärung gegen die Datenschutzgrundverordnung.“
In der autoritär regierten Volksrepublik China wurde die App im Februar 2021 gesperrt, nachdem sich über mehrere Tage hinweg freimütige und offen moderierte Debatten über in China verbotene Themen wie die Verfolgung der Uiguren, die Proteste in Hongkong 2019/2020, den Taiwan-Konflikt oder das Massaker auf dem Tian’anmen-Platz 1989 entwickelt hatten.
Im April 2021 wurde bekannt, dass 1,3 Millionen Benutzerdaten in einem Forum veröffentlicht wurden.
Im Mai 2021 informierte Clubhouse seine Nutzer per Pushnachricht, dass die Clubhouse-App nun auch auf Android-Handys verfügbar ist. Inzwischen war das Interesse an der App deutlich abgeflaut. Soziale Netzwerke wie Twitter und Facebook integrierten 2020 Funktionen, die Clubhouse ähnlich sind, in ihr Angebot.